# Wallenstein in Altdorf

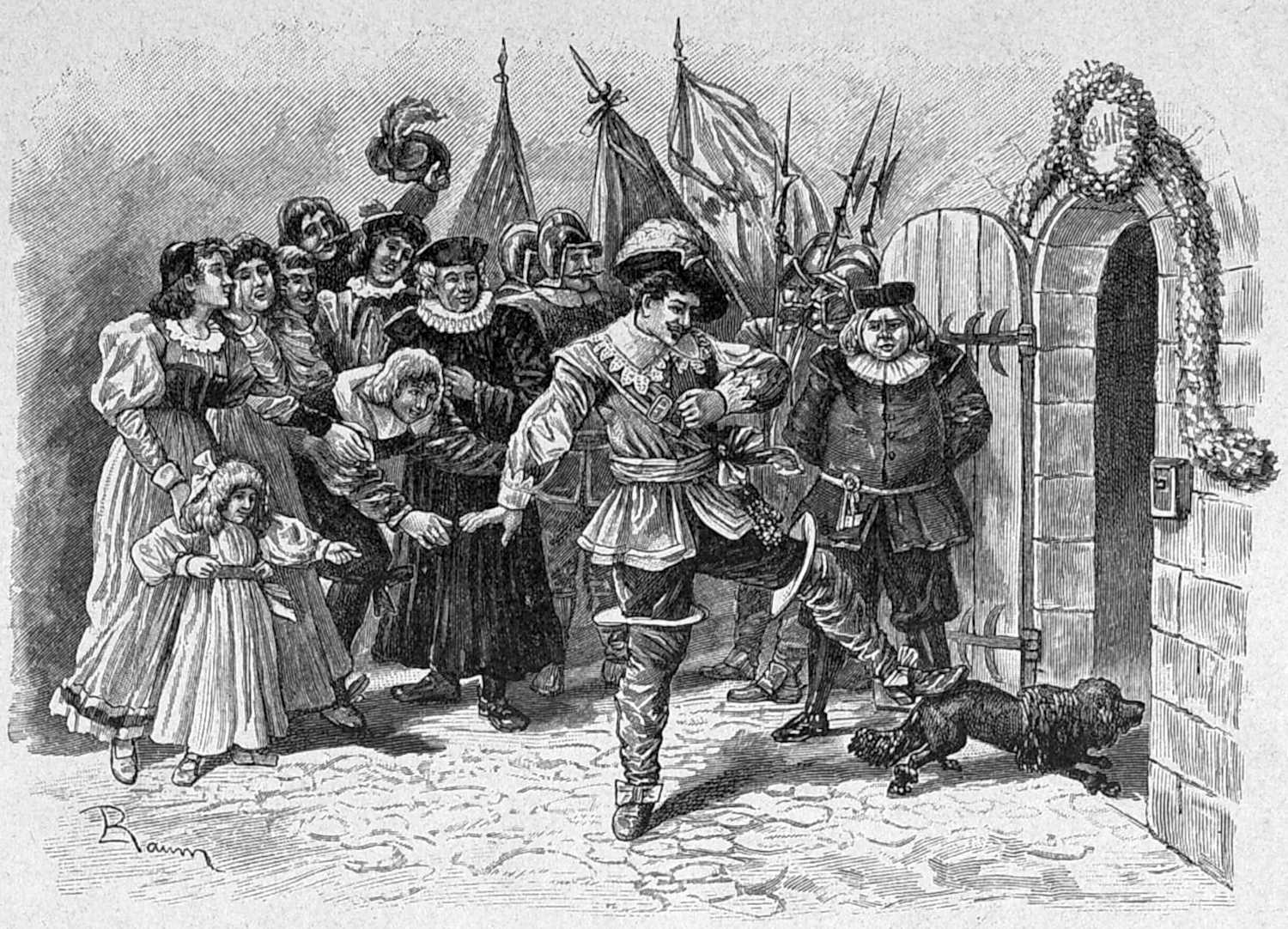
Wallenstein treibt seinen Hund voraus in den Karzer; Darstellung aus einem Zeitungsartikel von 1894

Wallenstein in Altdorf ist der Name eines Volksschauspiels von Franz Dittmar (1857–1915), das 1894 in Altdorf bei Nürnberg Premiere hatte und bis heute im historischen Hof des Wichernhauses, der ehemaligen Universität Altdorf, regelmäßig aufgeführt wird. Wallenstein hatte dort 1599 tatsächlich studiert; Aufführungsort und Ort der Handlung sind also identisch. Seit 1952 finden die Vorstellungen im Rahmen der Wallenstein-Festspiele jeweils alle drei Jahre zwischen Juni und August statt. Die letzten Festspiele fanden 2022 statt.

## Die Geschichte des Schauspiels

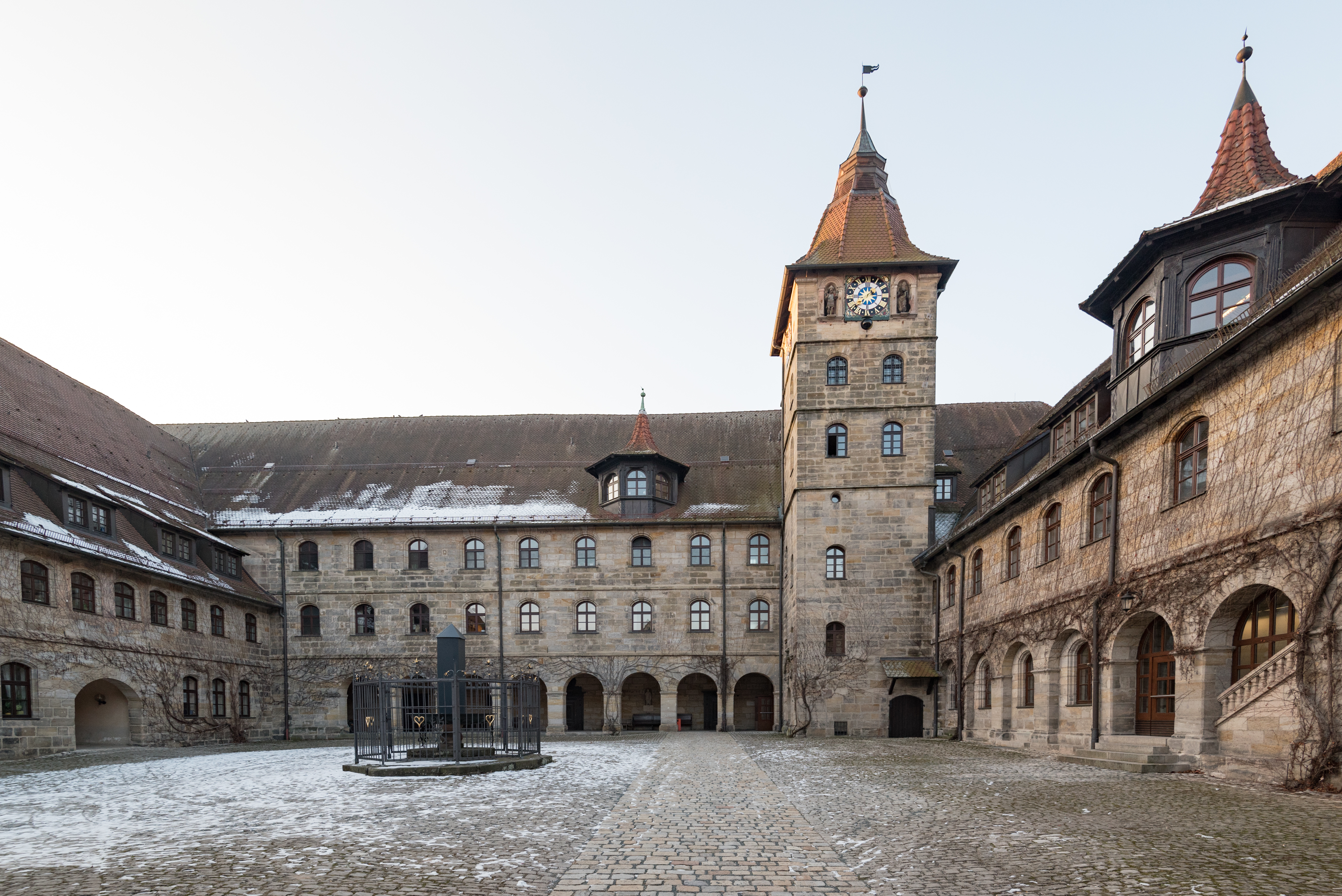
Innenhof der Universität Altdorf. Die Aufführung findet größtenteils im Bereich vor den Bögen in der Bildmitte statt. Der Brunnen ist dann bereits mit Zuschauertribünen überbaut.

Im 19. Jahrhundert konnten einige Städte Süddeutschlands nicht in dem Maße am Fortschritt teilhaben wie andere. Diejenigen der Städte, die eine reiche Vergangenheit als „Reichsstädte“ hatten, wie Rothenburg ob der Tauber oder Dinkelsbühl, begannen, den Tourismus zu fördern und damit auch ihre eigene kulturelle Identität.
Sie begannen, ihre eigene Geschichte aus der Zeit des Dreißigjährigen Krieges zu spielen. Diese Festspiele waren ein großer Erfolg für die Städte. Deshalb wollten einige Personen des öffentlichen Lebens aus Altdorf ähnliches schaffen.
Am Ende des 19. Jahrhunderts fragte ein Lehrer des Altdorfer Schullehrerseminars, Johann Böhm, seinen Freund Franz Dittmar, ob dieser nicht ein Theaterstück über die Zeit, in der sich Albrecht von Wallenstein in Altdorf aufgehalten hatte, schreiben wolle. Dittmar nahm an, und am 19. März 1894 trug Ludwig Heller, ein Rezitator, den Text bei einer Versammlung vor. Das Stück „Wallenstein in Altdorf“ war ein Erfolg, und so gründete man ein Komitee, um im Sommer desselben Jahres eine Erstaufführung am Originalschauplatz, der ehemaligen Universität Altdorf, zu organisieren.
Am 12. August 1894 hatte das Historienspiel Premiere. In den Folgejahren, 1895, 1896, 1899, 1906, 1909 und 1912 wurde das Stück erneut aufgeführt. Wegen der beiden Weltkriege und der Inflation konnte es einige Jahre nicht mehr aufgeführt werden, aber in den Zwischenkriegsjahren in den 1930ern und wieder ab 1952 wird „Wallenstein in Altdorf“ alle drei Jahre im Sommer aufgeführt.
Die Anzahl der Mitwirkenden stieg ebenso wie die Anzahl der Aufführungen. Das Stück selbst wurde nicht wesentlich verändert, aber heute gibt es eine Menge zusätzlicher Aktivitäten um die Theateraufführung herum. Dazu gehört ein dem 17. Jahrhundert nachempfundenes Lagerleben mit verschiedenen Kostümgruppen wie Landsknechten, Musketieren, Kroaten, Kosaken, einem Feldlazarett, einem Lager der Bürgerwehr und einem Zigeunerlager vor der Stadt. Insgesamt beteiligen sich mehr als 600 Personen an „Wallenstein“.

## Handlung

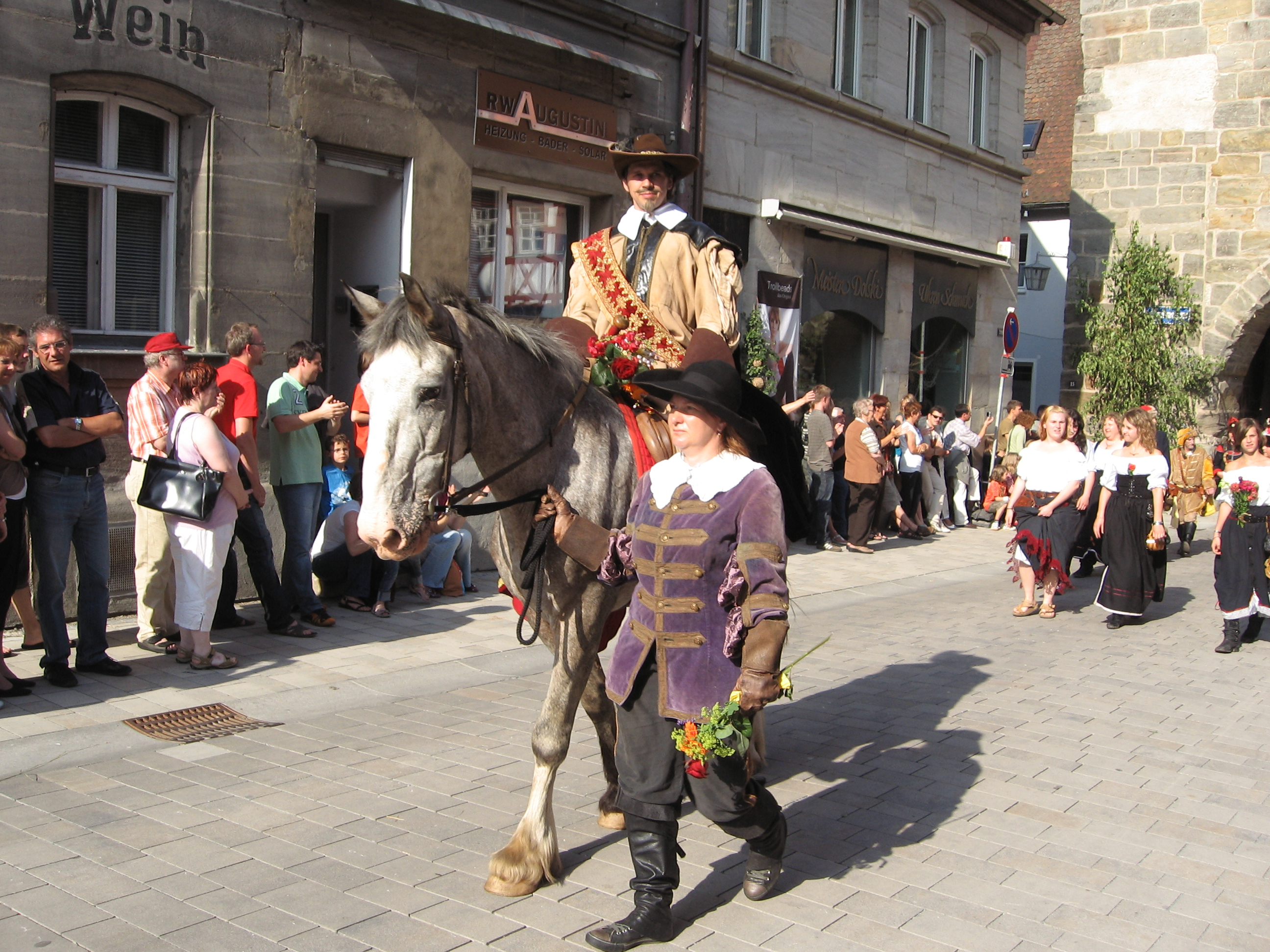
Eine der beiden Wallensteinbesetzungen 2009

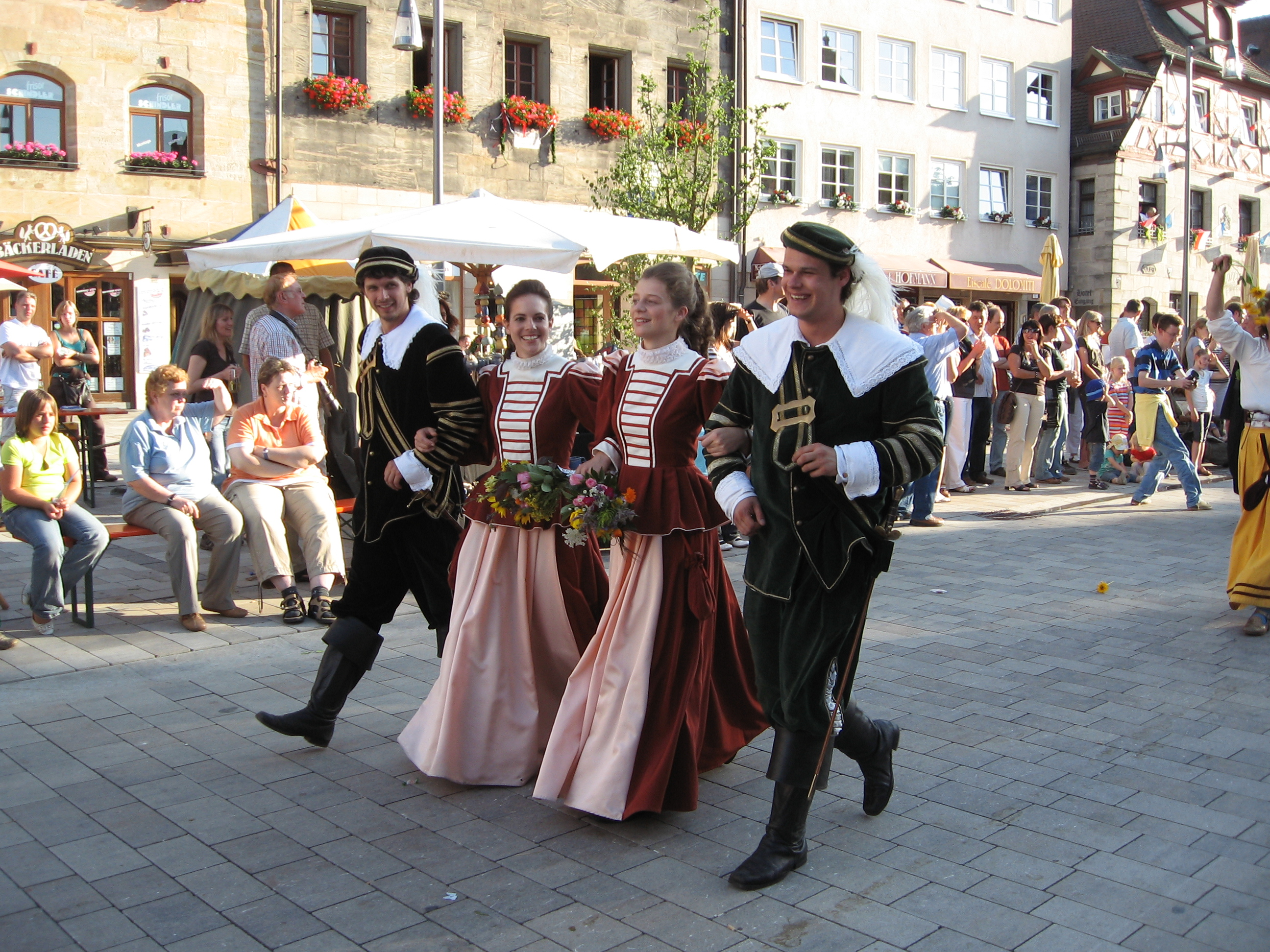
Beide Besetzungen von Ännchen und Nößler 2009

Das Theaterstück besteht aus drei Akten und einem Nachspiel. Die drei Akte spielen im Jahre 1600 und das Nachspiel im Jahr 1632 während des Dreißigjährigen Krieges.
Wallenstein studiert an der Universität Altdorf, wo er vor allem durch „saufen und raufen“ auffällt und gemeinsam mit zwei Kommilitonen zu den schlimmsten Studenten überhaupt zählt. Deren größter Gegner ist Pastor Schopper, dem die Lebensweise der Studenten nicht gefällt. Doch Wallenstein verliebt sich in Ännchen, die Tochter Schoppers. Diese ist jedoch bereits mit dem vorbildlichen Studenten Nößler verlobt. Als Wallenstein seinen Famulus anweist, Ännchen einen Blumenstrauß zu bringen, wird dieser von Nößler aufgehalten, der ihm Geld dafür gibt, zu sagen, für wen die Blumen sind. Nößler und Wallenstein beginnen zu streiten und verabreden sich zum Duell in der Teufelskirche. Außerdem schlägt Wallenstein seinen Famulus. Dafür muss er schließlich in den Karzer, weshalb das Duell mit Nößler nicht zustande kommt. Da der Karzer neu gebaut wurde, soll er den Namen des ersten Gefangenen bekommen. Wallenstein möchte dies verhindern und schickt deshalb seinen Pudel vor ihm in den Karzer, wodurch er den Namen „Hundeloch“ bekommt.
Nach seiner Freilassung ist Wallenstein bereits nachdenklich. Als ihm auch noch sein Onkel, der nach dem Tod seiner Eltern für ihn sorgte, in einem Brief damit droht, die Gunst zu entziehen, bereut Wallenstein sein Verhalten und findet so in Schopper sogar einen Fürsprecher. Dennoch beschließt der Rat der Universität Wallensteins Relegation. Dieser beschließt daher, sich der Kaiserlichen Armee anzuschließen und bringt einige Studenten dazu, ihm zu folgen.
Das Nachspiel handelt im Jahr 1632. Nößler ist inzwischen Rektor der Universität und wurde von Kroaten für Wallenstein gefangen genommen. Als Wallenstein beginnt, Altdorf anzugreifen, beschließen die Bürger zunächst, bis zuletzt Widerstand zu leisten. Als Wallenstein jedoch in die Stadt eindringt, erkennen sie, dass sie nur durch dessen Gnade gerettet werden können. Nößlers Frau erkennt er zunächst nicht wieder, als sie sich jedoch als Ännchen zu erkennen gibt, verschont er die Stadt und gibt Nößler und die anderen Altdorfer Gefangenen frei.

### Historischer Hintergrund
Der Teil über Wallensteins Studentenleben beruht in weiten Teilen auf recherchierten Tatsachen. So gab es etwa die beiden anderen Studenten wirklich. Beide waren in die „Affäre Wallenstein“ verwickelt. Auch der Name Wallensteins Famulus wird in der Matrikel erwähnt. Wallenstein hatte ihn fast totgeschlagen, weil er untätig aus dem Fenster gesehen hatte.
Auch das Nachspiel enthält historische Elemente. Nößler war Rektor und Prorektor der Universität. Allerdings hatte er nie in Altdorf studiert. Er wurde von Kroaten gefangen genommen und musste im Heer als Arzt arbeiten. Wallenstein zog mit seinem Heer in der Nähe Altdorfs vorbei. Dass er die Stadt aber nochmals betreten hat, ist unwahrscheinlich.